# 蕭瑑
蕭瑑（？—？），又作萧琢，梁明帝蕭巋之子。封晉陵王。
开皇七年（587年），隋文帝将梁後主蕭琮與宗室、官吏被帶往長安。其子蕭欽，为唐朝貝州刺史。蕭欽之子蕭昉、蕭昭。